# 13-я армия (РККА)
13-я армия — оперативно-тактическое объединение РККА во время Гражданской войны (1919—1920 годы).
Создана приказом РВС Южного фронта от 5 марта 1919 года на базе группы войск донецкого направления, расформирована 12 ноября 1920 года.
Сокращённое наименование — 13 А.

## Состав
В армию входили:
- управление (штаб)
- 1-я стрелковая дивизия (авг. − сент. 1920)
- 2-я Донская стрелковая дивизия (окт. − нояб. 1920)
- 3-я стрелковая дивизия (июль 1919 − окт. 1920)
- 4-я стрелковая дивизия (5 — 7 марта 1919).[1],[2]
- 7-я стрелковая дивизия (1-го формирования) (анг. − сент. 1919)
- 9-я стрелковая дивизия (март − дек. 1919; сент. − окт. 1920)
- 15-я стрелковая дивизия (май − сент. 1920)
- 23-я стрелковая дивизия (РККА, 1920) (сент. − окт. 1920)
- 40-я стрелковая дивизия (июнь − окт. 1920)
- 41-я стрелковая дивизия (март − апр. 1919)
- 42-я стрелковая дивизия (7 марта 1919 − янв. 1920; янв. − март 1920; июнь − нояб. 1920).[1],[2]
- 46-я стрелковая дивизия (1-го формирования) (янв. − окт. 1920)
- 51-я стрелковая дивизия (1-го формирования) (авг. − сент. 1920)
- 52-я стрелковая дивизия (апр. − сент. 1920)
- Донецкая сводная стрелковая дивизия (март 1919)
- Латышская стрелковая дивизия (окт. 1919; март − сент. 1920)
- Морская экспедиционная дивизия (окт. − нояб. 1920)
- Сводная стрелковая дивизия (сент. 1919)
- Эстонская стрелковая дивизия (окт. 1919 − март 1920)
- 1-й конный корпус (июнь − июль 1920)
- 2-я кавалерийская дивизия (май − июль 1920)
- 7-я кавалерийская дивизия (сент. − нояб. 1920)
- 8-я кавалерийская дивизия (нояб. 1919 − май 1920)
- 9-я кавалерийская дивизия (авг. − окт. 1920)
- 16-я кавалерийская дивизия (июль 1920)
- Группа войск таганрогского направления (1-й и 2-й Донские стрелковые дивизии, Морская экспедиционная дивизия, 5-й кавалерийская дивизия, Сводной группы Упраформа 1-й Конной армии (окт. 1920), 3-й конный корпус (окт. − нояб. 1920).

## Боевые действия

### Гражданская война на Юге России
В течение 1919 года вела бои с Вооружёнными силами Юга России. В марте — апреле вела бои по овладению Донбассом, заняла район Юзовка, Дебальцево и вышла на подступы к Ростову на Дону и Таганрогу. В мае — июне 1919 года отходила на Север, ведя оборонительные бои. В составе Группы войск В. И. Селивачева участвовала в неудачном августовском контрнаступлении Южного фронта 1919 (август−сентябрь). В сентябре — октябре 1919 года отходила под натиском противника на Валуйки, Курск, Ливны, Орёл. Затем успешно участвовала Орловско-Кромской операции (октябрь−ноябрь 1919), в ходе которой заняла Малоархангельск и Курск. В ноябре 1919 — январе 1920 участвовала в боях за Донбасс и Мариуполь. 10 января 1920 года её соединения и части вышли на побережье Азовского моря, отрезав левый фланг ВСЮР (Войска Новороссийской и Киевской областей) от основных сил.
В феврале — мае 1920 года, действуя на перекопском направлении, пыталась овладеть Крымом и вела боевые действия против защищавших Крым войск генерала Я. А. Слащёва, но успеха не имела. 23 января по старому стилю войска армии заняли Перекопский перешеек. Наступая утром 24 января попали под фланговый огонь с Юшуньских позиций и контрудар 34-й дивизии корпуса Слащёва и донской конницы В. И. Морозова. Красные начали отступление, обратившееся в бегство. Артиллерия досталась белым.
Летом 1920 под натиском Русской армии Врангеля была вынуждена отойти в Северную Таврию. В июле 1920 года вела оборонительные бои и не допустила выхода противника к железной дороге Александровск — Пологи — Бердянск. В августе−сентябре 1920 удерживала Каховский плацдарм. Участвовала в контрнаступлении Южного фронта в Северной Таврии (октябрь 1920) и Перекопско-Чонгарской операции (ноябрь 1920) (находясь в резерве фронта). 12 ноября 1920 года расформирована. Управление 13-й армии слито с управлением 4-й армии РККА.

### Польский поход РККА
В сентябре 1939 года во время вторжения в Польшу Одесская армейская группа переименована в 13-ю армию.
13-я армия сформирована во время советско-финской войны 1939-40 годов на основе оперативной группы комкора В. Д. Грендаля 25 декабря 1939 года. По окончании войны расформирована.

### В Великой Отечественной войне
Вновь в составе РККА 13-я армия была сформирована в мае 1941 и действовала до расформирования после Победы в 1945 году.

## Командный состав
Командующие:
- Кожевников И. С. (6 марта — 16 апр. 1919)
- Геккер А. И. (16 апр. 1919 — 18 февр. 1920)
- Паука И. Х. (18 февр. — 5 июня 1920)
- Эйдеман Р. П. (5 июня — 10 июля 1920)
- Уборевич И. П. (10 июля — 11 нояб. 1920).

Члены РВС:
- Л. Н. Александри (5 марта — 27 июня 1919)
- Мазалов К. И. (6 марта — 20 апр. 1919)
- Сомов О. И. (6 марта — 18 апр. 1919)
- Перчихин Д. Г. (10 марта — 24 мая 1919)
- Косиор И. В. (26 апр. — 2 нояб 1919)
- Плятт В. И. (1 июня — 28 сент. 1919)
- Пятаков Г. Л. (28 июня — 3 нояб. 1919)
- Розенгольц А. П. (7 окт. — 19 дек. 1919)
- Богатин С. Р. (31 окт. 1919 — 11 мая 1920)
- Межин Ю. Ю. (26 дек. 1919 — 25 янв. 1920, 4 сент. — 3 нояб. 1920)
- Константинов М. П. (27 марта — 12 июня 1920)
- Затонский В. П. (22 мая — 16 июля 1920)
- Зуль Б. Г. (4 июня — 31 авг. 1920)
- Горбунов Н. П. (18 авг. — 27 окт. 1920)
- Лиде А. М. (22 окт. — 12 нояб 1920).

Начальники штаба:
- Душкевич А. А. (6 марта — 3 июля 1919)
- Зайончковский А. М. (временно исполняющий должность, 3 июля 1919 — 26 февр 1920)
- Орлов М. А. (временно исполняющий должность, 22 февр — 20 июня 1920)
- Алафузо М. И. (20 июня — 13 окт. 1920)
- Токарев Ф. П. (13 окт. — 12 нояб. 1920).
- Дегтяренко, Пётр Михайлович, уполномоченный ЦК КП(б) Украины (1920)